# Xenocretosuchus
Xenocretosuchus — викопний рід тритилодонтових терапсид з аптської (ранньокрейдової) формації Ілек у Сибіру. Типовий вид, X. sibiricus, відомий лише з зубних елементів, як і X. kolossovi, описаний з батилихської свити у 2008 році. Обидва види можуть належати до роду Stereognathus.
Поряд з Montirictus, це останній відомий синапсидний не-ссавцеподібний, який розширює їхній ареал до ранньої крейди.